# Гегамабак
Гегамабак (вірм. Գեղամաբակ) — село в марзі Гегаркунік, на сході Вірменії. Село розташоване за 10 км на схід від міста Варденіс.